# Дмитриј Петров
Дмитриј Петров (рус. Дмитрий Петров; 4. јануар 1982) бивши је руски атлетичар, специјалиста за трчање на 400 метара.
На Светском првенству у дворани у Москви, Петров је завршио као 6 на 400 метара и освојио је бронзану медаљу са штафетом 4 х 400 метара. За руску штафету су трчали Константин Свечкар, Алексндр Деревјагин, Јевгениј Лебедев и Димитриј Петров.

## Значајнији резултати
| Датум | Такмичење                   | Место  | Дисциолина | Пласман | Резултат |
| ----- | --------------------------- | ------ | ---------- | ------- | -------- |
| 2006  | Светско првенство у дворани | Москва | 400 м      | 6       | 47,33    |
| 2006  | Светско првенство у дворани | Москва | 4 х 400 м  |         | 3:06,91  |
| 2006  | Светски куп                 | Атина  | 4 х 400 м  | 6       | 3:04,15  |

## Лични рекорди
отворено
- 200 метара — 21,33 (2001), Краснодар
- 400 метара — 46,38 (2001), Краснодар

у дворани
- 200 метара — 21,38 (2006), Москва
- 400 метара — 46,28 (2006). Москва